# スウィートホーム (映画)
『スウィートホーム』（SWEET HOME）は、1989年1月21日に東宝系にて公開された日本のホラー映画である。画面サイズはスタンダード。監督・脚本は黒沢清。

## ストーリー
プロデューサーの和夫、ディレクターの秋子、カメラマンの田口、レポーターのアスカ、そして夏休みの勉強を兼ねてついてきた和夫の娘エミの5人からなるテレビ取材班は、フレスコ画家、間宮一郎の作品が遺されている無人の屋敷に取材目的で入り込み、壁面から発見された壁画の全容を解き明かそうとする。着々と取材を進める一行だが、次々と怪奇現象が起こり始める。やむなく和夫と秋子は取材を断念して、引き上げる準備を始めるが、その最中、田口とアスカが怪奇現象によって命を落としてしまう。そこへ一行が屋敷に入り込んできたことを知った山村と名乗る老人が現れ、供養塔を壊したのはお前たちかと和夫たちを問い詰めてきた。この館ではかつて、間宮一郎の妻が誤って我が子を死なせてしまい、そのショックから精神に異常をきたして子供たちを次々にさらっては殺害した末に自らの命を絶つという凄惨な事件が起きていた。その事件の犠牲者や間宮夫人らの霊を鎮めるために供養塔が作られていたのだが、屋敷に入る時に田口がそうとも知らずに供養塔を壊してしまっていたため、間宮夫人の霊が目を覚まし、悪霊となって蘇ってしまったのだという。やがて間宮夫人の魔の手は生き残った和夫たちにも迫り、和夫の娘・エミが夫人の霊にさらわれてしまった。和夫と秋子は山村老人の助力を得てエミの救出に向かう。
間宮夫人が潜む部屋の奥へ単身入り込んだ山村老人はエミを救い出すことに成功するが、間宮夫人の操る超高熱の影に侵され、3人の眼前で跡形もなく溶解して死亡してしまう。間宮夫人の魔の手は容赦なく襲い掛かり、屋敷からの脱出寸前に再びエミが捕らわれ、和夫は秋子に戻らなかったら逃げろと言い残して単身、屋敷に引き返していってしまう。独り残され途方にくれていた秋子は、エミを救い出すべく気力を振り絞って立ち上がる。独身であった秋子は、子を亡くした苦悩を抱える母親であるがゆえにひときわ強力な力を有する夫人に対抗するべく、子を持つ母親の気持ちを理解するためにエミが持ち歩いていた彼女の母親の形見の服を身につけ、間宮夫人の子供の遺体が入った棺を手に、単身間宮夫人が潜む屋敷の地下へと向かう。そして間宮夫人の魔力を切り抜けた末、悲劇の発端となった焼却炉の中にエミが捕らわれているのを見つけ、山村老人から教わった心の力で間宮夫人が見せ付ける炎の幻影を乗り越えて見事にエミを救い出した。
喜びもつかの間、2人の前についに悪霊と化した間宮夫人が姿を現し、醜悪な異形の姿に変貌して襲い掛かってきた。容赦ない攻撃に秋子が倒れ絶体絶命に追い込まれた時、秋子が持ってきた棺を見て何をなすべきかに気づいたエミは、棺に納められていた間宮夫人の子供の遺体を取り出して、間宮夫人に差し出した。その途端に間宮夫人は大人しくなり、亡くした我が子をその手に取り戻した喜びと共に全ての苦しみから解き放たれ、昇天していった。
全てが終わり、ようやく脱出を果たしながらも仲間たちを失った悲しみに暮れていた2人の前に、消息を絶ったと思われた和夫が姿を現した。山村老人が残していったお守りの力により悪霊から守られ、命からがら逃げてきたのであった。
再会を喜び一行が屋敷を後にした後、長きに渡る怨念と呪縛から解き放たれたかのように、間宮邸は独りでに崩壊していった。

## 登場人物

### テレビ取材班
早川秋子（はやかわ あきこ）
演 - 宮本信子
本作の主人公。テレビ番組のディレクター。きびきびとしたしっかり者のキャリアウーマンで独身。星野和夫と付き合っており愛し合っているが、彼の優柔不断な面に不満も持っている。和夫の娘のエミをわが子のように可愛がっている。子供を失った反動で母親を亡くしたエミをさらった間宮夫人からエミを救うべく立ち向かう。
星野和夫（ほしの かずお）
演 - 山城新伍
プロデューサー。エミの父。陽気で明るい人物だが反面、優柔不断な面がある（エミ曰く、「気が弱い。すぐ相手に調子合わせる」）。秋子を愛しているが、なかなか結婚を言い出せないでいる。
星野エミ（ほしの エミ）
演 - NOKKO
和夫の娘。明るく活発な少女だが内心には幼い頃に亡くした母への思慕の念を抱いており、姉のように慕う秋子に母になって欲しいと願っている。夏休みであるため父に勉強を兼ねて同行している。
母を亡くすという生い立ちゆえに、我が子を亡くして苦しむ間宮夫人の悪霊と引き付け合いさらわれてしまう。
母親の服を形見として持ち歩いており、このことが後に秋子の力の源となる。
田口 亮（たぐち りょう）
演 - 古舘伊知郎
カメラマン。カメラマンとしては優秀だが浅慮で無神経な一面のあるトラブルメーカー。発電機室に入るために供養塔を壊し、クルーに悲劇をもたらした張本人。
「影」に捕まって下半身を溶かされ半狂乱状態でアスカにすがるが、錯乱したアスカにスパナで殴られて死亡する。
アスカ
演 - 黒田福美
番組のレポーター。神秘的な雰囲気を持つ若い女性。芸術に造詣があるらしく、間宮邸の壁に描かれたフレスコ画の修復作業も担当する。
霊感が強く間宮邸の怪異に真っ先に反応し、何者かに取り憑かれたかのように奇行を見せるようになる。
影に下半身を溶かされて半狂乱状態ですがりついてきた田口をパニックの末に撲殺した直後、田口が勝手に持ち出して壁に立てかけていた斧の柄に足を引っかけてしまい、頭に倒れてきた斧の直撃を受けて即死。さらに死体を間宮夫人の影の超高熱で跡形もなく溶かされ無残な姿で発見された。

### 間宮家に関わる人物
山村健一（やまむら けんいち）
演 - 伊丹十三
間宮邸から一番近いガソリンスタンドの主人。気骨のある老人で間宮家の過去の悲劇を知る人物だが、その素性は謎。「心の力」と称する不思議な力を操ることができ、エミを失って途方にくれる和夫たちを叱咤しつつ導く。影に囚われたエミを救出した後に全身を溶かされ死亡。
間宮一郎（まみや いちろう）
フレスコ画家で間宮邸の主。故人。生前に間宮家の日々を描いた巨大なフレスコ画を残している。
間宮夫人（まみや ふじん）
演 - 渡辺まち子
間宮一郎の妻。かつては優しい心の持ち主であり、誰もが羨む美人であった。まさに「スウィートホーム」と呼べるほどの幸せな家庭のひと時を一郎と過ごしていたが、不慮の事故により自分自身の手で子供を死なせてしまったことから精神を病み、付近の家の子供をさらって焼き殺すという凶行を繰り返した末、自ら焼却炉に身を投げて命を絶った。
供養塔によって魂を鎮められていたが、田口が供養塔を破壊したのが原因で憎悪の念と共に悪霊と化し一行に襲い掛かる。本体は屋敷の地下に潜み、影を自在に操って影に接触したものを超高熱で焼き殺すという凶行を繰り返す。
母親を亡くすという、自分とは逆の境遇に置かれたエミと惹きつけ合い、彼女を自分の子供にしようと目論む。

### 役場
若い上役
演 - 益岡徹
間宮邸の正門の鍵を預かる役場の職員。和夫と自分の部下が口論（下記）している所へ、外出から戻る。
和夫に対し、間宮邸ではなく他の地元名物を取材するよう誘うものの、観光資源としての間宮邸の価値は承知している。そのため結局は、和夫たちを「間宮邸の祟りは本当であるかの実験台」として利用するべく、鍵を和夫に渡す。
中年の役人
演 - 三谷昇
上記役場の職員。間宮邸への立ち入り許可を求める和夫に対し、責任者不在である事もあってか断固として拒否する。和夫には言わないが、「間宮邸の祟り」を危惧している。

## スタッフ
- 製作総指揮：伊丹十三
- 製作：玉置泰
- プロデューサー：細越省吾
- 監督・脚本：黒沢清
- 撮影：前田米造
- 照明：桂昭夫
- 録音：小野寺修
- 音楽：松浦雅也
- 美術：中村州志
- 編集：鈴木晄
- チーフ助監督：久保田延廣
- 助監督：当摩寿史、佐々木浩久、前田哲
- 撮影助手：高瀬比呂志、上野彰吾、石山稔、岩崎登
- 待機助手：龍田哲児
- 照明助手：橋本好和、島田正、白岩正嗣、能村盛二、平田孝浩、林壮太郎
- 録音助手：桜井敬吾、葛木誠、酒井雅章、石井ますみ
- 録音効果：斎藤昌利（東洋音響カモメ）
- リーレコ：杉本潤
- スタジオアドバイザー：中山義廣
- 製作担当：川崎隆
- 編集助手：米山幹一
- ネガ編集：三條知生
- 美術助手：沖山真保、清水剛
- 装置：林崎忠雄
- 装飾：富沢幸男、長谷川圭一、栗原牧子
- 衣装：小合惠美子
- スタイリスト：白井萌児、寺戸愁子、水谷幹子
- 特別衣装製作：長沢修身
- 結髪：小沼みどり
- 結髪助手：横瀬由美
- 特機：落合保雄
- 装飾：山崎輝
- SFX総指揮 ： ディック・スミス
- SFXコーディネーター：江川悦子
- SFXスーパーバイザー：トム・カルナン
- イメージデザイン：島村達雄
- 音楽プロデューサー：立川直樹
- グラフィック・デザイン：佐村憲一
- SFXメイクアップディメンションズ：江川悦子、トム・カルナン、エディ・ヤン、マイク・ホッシュ、スティーブ・ダナン、グレッグ・ケイトン、大池しおり、島崎恭一、佐和一弘、ピエール須田、南泉雅昭、寺田高士、久保秀美、磯金秀樹
- スペシャルビジュアル白組：粟飯原君江、山崎貴、滋沢雅人
- 操演：東京オールイフェクト
- VTR：インパクト
- 記録：小山三樹子
- スティル：野上哲夫
- 通訳：星由美子
- タイトル影絵：影絵劇団かかし座
- キャスティング協力：N.C.P.
- 製作進行：岩下真司、土門征一
- デスク：吉川次郎
- 特別衣装製作：辻村ジュサブロー
- 壁画協力：宇野亜喜良
- カースタント：タカハシレーシング
- ボディスタント：ジャパン・アクション・クラブ
- 現像：IMAGICA
- フィルム：FUJICOLOR F-series
- スタジオ：にっかつ撮影所
- 企画：ディレクターズ・カンパニー
- 録音スタジオ：にっかつスタジオセンター
- 撮影機材：三和英材社
- 照明機材：東洋照明株式会社
- 車輪：富士映画
- オリジナルサウンドトラック：CBS・ソニーレコード
- ミキサー：大森政人、松浦雅也、STEVE ALLAN
- 録音スタジオ：NEW・TON STUDIO (OSAKA)、LILLIE YARD STUDIO (UK)
- 挿入曲：<HOME SWEET HOME >
  - 作詞：LINDA HENNRICK
  - 作曲・編曲：松浦雅也
- 協力：IMAGICA、富士写真フイルム株式会社、報映産業株式会社、株式会社西友、オーヤマ照明株式会社、Avon House
- 製作：伊丹プロダクション
- 配給：東宝

## 映像ソフト
- 『スウィートホームへ連れてって!』 （1989年6月1日発売、メイキングビデオ、東宝）
- 『スウィートホーム』（1989年9月1日発売、ビデオ、東宝）
- 『スウィートホーム』（1989年11月21日発売、レーザーディスク、東宝）

## オリジナルサウンドトラック
- 映画版『スウィートホーム』（1989年1月21日発売、CBS・ソニーレコード）

音楽：松浦雅也

## 訴訟問題
映画公開後、東宝よりレンタルビデオ用のビデオカセットおよびLDが発売されたが、このビデオを巡って監督の黒沢が伊丹プロと東宝を提訴した。ビデオ販売にともなう監督への追加報酬が合意されたか否か、ビデオ化およびテレビ放映に際してなされた編集が監督の著作者人格権を侵害しないか否かなどが争点となったが、黒沢の敗訴が確定している。
判決自体は伊丹プロらのビデオ化を是認するものであったが、現在本作品のビデオは絶版、DVD化もされていない。

## 他媒体への展開
ゲーム
1989年12月15日にカプコンから発売されたファミリーコンピュータ専用ソフト。

漫画
御茶漬海苔『惨劇館7』朝日ソノラマ〈ハロウィン少女コミック館〉、1990年11月。ISBN 4-2579-8363-9。
コミックに収録。タイトルは『御茶漬版スウィートホーム』。間宮家の30年前の惨事を漫画にしており、32ページで端的にまとめられている。若き日の山村が間宮家の召使として描かれている。ラストのコマでは和夫一行が描かれ、ここから映画につながる。

ゲームブック
尾崎克之 著、レッカ社 編『スウィートホーム 魔性の棲む館』双葉社〈双葉文庫 れ 1-36 ファミコン冒険ゲームブックシリーズ〉、1989年12月。ISBN 4-5757-6130-3。
双葉社のファミコン冒険ゲームブックシリーズとして発売。映画作中においても和夫が『ソーサリーシリーズ』と思われるゲームブックを読んでいるシーンがある。

サウンドトラック
映画版とゲーム版の2種類が存在する。映画版は松浦雅也（当時PSY・S）が担当。
ゲーム版サントラは、カプコンサウンドチーム「アルフ・ライラ・ワ・ライラ」（当時）が担当。サイトロン1500シリーズのサウンドトラックとしてポニーキャニオンより1989年に発売。

ゲーム攻略本
ファイティングスタジオ『スウィートホーム必勝攻略本』双葉社〈ファミリーコンピュータ完璧攻略シリーズ 82〉、1990年1月。ISBN 4-5751-5154-8。